# Anisogomphus maacki
Anisogomphus maacki – gatunek ważki z rodziny gadziogłówkowatych (Gomphidae).